# エコー8
エコー8（エコーエイト、Echo 8 ）は、日本の鈴木光学から1951年（昭和26年）に発売されたカメラブランド。
ジッポーに似たオイルライター型をしている小型のカメラである。8mmフィルムを使用し6×6mm判し20枚撮り。

## ローマの休日
ネガが小さく性能が悪かったため間もなく製造中止となったが、1953年の映画『ローマの休日』で重要な小道具として使われ世界的に有名になった。ただし映画中で「エコー8で撮影された」とされる写真は画質等の点から明らかにエコー8では撮影されていない。

## モデル
- エコー8（1951年発売[2][1]） - レンズは3群3枚[1]固定焦点[1][2]のエコール・アナスチグマート（Echor Anastigmat ）15mmF3.5[2][1]。絞りは丸穴式でF3.5、F5.6、F8の3段階。シャッターはI（インスタント、1/50秒）とBのみ[2]。蓋を挙げた状態でタバコに火をつける時にするように上から覗き込むとウエストレベルファインダーを見ることができる。この時ウェストレベルファインダーの右横にシャッタースピードと絞りの切り替えレバーがあり、左横にシャッターボタンとフィルム巻き上げダイヤルがある。実際にライターとしても使うことができる。大きさは横幅1.4cm、撮影時の高さ8.5cm、格納時の高さ5.5cm、奥行4cm、重量150g。
- カメラライト（Camera-Lite 、1955年発売[2]） - ローマの休日による大評判を受けて発売された[2]。単玉[2]固定焦点絞りなしの17mmF8レンズ、シャッタースピードは1/50秒の単速[2]、ファインダーなしの普及仕様。1955年末にシャッタースピードにBが追加された。
- 改良型エコー8（1956年発売[2][1]） - 従前のエコー8再発売の要望が強く、発売された[2]。シャッタースピードが1/75秒に高速化[2]され、絞りがF11までのアイリス絞り[2]に変更され、レンズの周囲にアタッチメント用のネジが切られた[2]。このモデルは「後期型」とか「昭和31年型[2]」と呼ばれている。